# Рымаренко, Юрий Иванович
Юрий Иванович Рымаре́нко (9 мая 1929, Богуслав, Украинская ССР, СССР — 10 сентября 2006) — советский и украинский философ, правовед и политолог. Кандидат исторических наук (1967), доктор философских наук (1974), профессор.

## Биография
Родился 9 мая 1929 года в Богуславе (ныне Киевская область, Украина) в семье учителей. В 1930 году его родители переехали в Черкассы. Среднее образование получил в Черкасской школе. После окончания в 1952 году юридического факультета КГУ имени Т. Г. Шевченко работал во внешней разведке МГБ СССР, КГБ при СМ СССР оперативным работником. В 1964-1966 годах учился в аспирантуре исторического факультета КГУ имени Т. Г. Шевченко.
В 1965-1970 годах — научный сотрудник Института философии.
В 1967 году защитил диссертацию на соискание учёной степени кандидата исторических наук по теме «Деятельность КП(б)У по воспитанию трудящихся в духе пролетарского интернационализма и непримиримости к буржуазному национализма в 1921—1922 годах».
С 1970 года — старший научный сотрудник Института истории АН УССР.
В 1974 году защитил диссертацию на соискание учёной степени доктора философских наук по теме «Критика буржуазно-националистических доктрин нации и национальных отношений» (специальность 09.00.02 — теория научного социализма и коммунизма), в основу которой была положена монография «Национализм и его теория нации» (Киев, 1973).
С 1977 года — начальник кафедры философии, впоследствии — проректор по научной работе Киевской ВШ МВД СССР. С 1992 года работал в Институте государства и права имени М. Корецкого НАНУ главным научным сотрудником отдела историко-политологических исследований государства и права Украины; одновременно в 1995-2002 годах — заведующий кафедрой гуманитарных дисциплин Киевского университета права. С 2002 года — профессор кафедры административной деятельности НАВД, руководитель проекта «Международная полицейская энциклопедия». Основатель и президент независимого исследовательского центра «Этногосударствоведческие исследования: новая парадигма». Член специализированных советов по защите докторских диссертаций по праву и политологии при Институте государства и права имени М. Корецкого и Институте международных отношений при КГУ имени Т. Г. Шевченко. Участвовал в разработке ряда законопроектов, касающихся: концепции государственной этнонациональной политики; статуса крымскотатарского народа и статуса беженцев; реформирование органов внутренних дел.
Член-корреспондент Академии правовых наук Украины (с 2000 года), академик Международной академии информатики (с 1996 года).
Умер 10 сентября 2006 года.

## Научная деятельность
Исследовал проблемы истории и теории государства и права, философии права, прав человека, политологии, этнополитологии, этнофилософии, нациософии. Основал новые направления наук, исследований: этногосударствоведение, миграционное право (миграциеведение), этнокультуроведение. Основные работы:
- «Желто-голубой „мессия“» (1969);
- «Украинский буржуазный национализм — враг интернационального единения трудящихся» (1970);
- «Буржуазный национализм и его „теория“ нации» (1974);
- «Мы − патриоты и интернационалисты» (1978);
- «Вопросы уголовного права и процесса в практике деятельности органов внутренних дел» (1979);
- «Антикоммунистический альянс» (1981);
- «С кем и против кого» (1983);
- «Марксистско-ленинская теория нации и социалистическая практика» (1985);
- «Буржуазный национализм и клерикализм» (1986);
- «Дружбой сближенные» (соавтор; 1987);
- «Контрпропагандистская работа в специализированном вузе» (1987);
- «Воспитание непримиримости к национализма» (1989);
- «Этнонациональный развитие Украины» (1993);
- «Малая энциклопедия етнодержавознавства» (1996, в соавторстве);
- «Национальный развитие Украины» (1996);
- «Национальное бытие в контексте государства» (1997);
- «Человек, нация, государство» (1997, в соавторстве);
- «Основы етнодержавознавства» (1997, в соавторстве);
- «Украинское государство: неистребованный потенциал» (1997, в соавторстве);
- «Национально-государственная мысль в персоналиях» (1997, в соавторстве);
- «Миграционные процессы в современном мире. Мировой, региональный и европейский измерения» (1998, в соавторстве);
- «Национально-государственное строительство: концептуальные подходы, современная научная литература» (1999, в соавторстве);
- «Этнос, нация, государство» (2000, в соавторстве);
- «Энциклопедия етнокультурознавства» (книги 16, 2000—2002, в соавторстве);
- «Нелегальная миграция и торговля женщинами в международно-правовом контексте» (книги 1-4, 2001, в соавторстве);
- «Этногосудаствоведение. Теоретико-методологический аспект» (2002, в соавторстве);
- «Международно-правовые проблемы противодействия нелегальной миграции и торговли женщинами» (2003).

## Награды и премии
- заслуженный деятель науки и техники УССР (1989)
- Государственная премия УССР имени Т. Г. Шевченко (1985) — за книгу документально-публицистических очерков и статей «С кем и против кого»
- Государственная премия Украины в области науки и техники (2005) — за 6-томное издание «Энциклопедия этнокультуроведения»[4]), лауреат многих конкурсов научной литературы.
- премия имени Я. А. Галана СЖУ (1972)
- премия имени Н. П. Василенко НАНУ (1997)
- премия имени Ярослава Мудрого АПрН Украины (2002)
- орден «За заслуги» III степени (май 1999 года)
- медаль Н. И. Вавилова Всесоюзного общества «Знание» (1982)
- Почётная грамота Верховной Рады Украины
- почётные знаки МВД Украины и международных полицейских ассоциаций.